# MATADOR
O MATADOR (man-portable, anti-tank, anti-door ["portátil, anti-tanque, anti-porta"]) é um sistema de armas antiblindagem portátil descartável de 90 milímetros, desenvolvido pela Alemanha, Israel e Singapura. É uma versão atualizada do projeto alemão do Armbrust e opera com os mesmos princípios. O desenvolvimento dessa arma começou em 2000 e o MATADOR acabará substituindo a arma leve anti-tanque alemã Armbrust, que está em serviço desde os anos 1980.
O MATADOR foi desenvolvido em conjunto pelas Forças Armadas de Singapura (SAF) e pela Agência de Ciência e Tecnologia de Defesa (DSTA), em colaboração com a equipe conjunta de Rafael Advanced Defense Systems e Dynamit Nobel Defense (DND).

## Recursos
O MATADOR está entre os mais leves de sua classe. A ogiva é eficaz contra a blindagem de veículos e as paredes de tijolos. A arma emite poucos gases por trás, tornando-a segura para operação em espaços confinados.
O MATADOR deve ser capaz de derrotar a blindagem dos mais conhecidos veículos blindado de transporte de pessoal e tanques leves do mundo. A ogiva de dupla capacitação, ao agir no modo de atraso, cria uma abertura com mais de 450 mm de diâmetro em uma parede de tijolos duplos e atua como uma arma antipessoal contra os que estão atrás da parede, oferecendo um meio não convencional de entrada ao lutar em áreas construídas.
O projétil do MATADOR é considerado insensível ao vento devido ao seu sistema de propulsão, o que resulta em um sistema de armas altamente preciso.

## Ogiva
A ogiva pode ser usada nos modos antitanque de alto explosivo (HEAT) e cabeça de esmagamento de alto explosivo (HESH) contra blindagens, paredes ou outras fortificações, respectivamente. Os modos são selecionados ajustando uma sonda (provavelmente um extensor de fusível): estendendo-a para o modo HEAT e deixando-a retraída para o modo HESH.

## Sistema de contra-massa

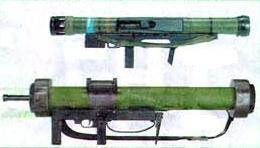
Comparando o Armbrust (em cima) e o MATADOR (em baixo).

Semelhante ao Armbrust, a contra-massa neutraliza o recuo da arma ao disparar. A contramassa consiste em plástico picado, que é lançado pela parte traseira da arma quando ela é disparada. Este plástico é rapidamente retardado pela resistência do ar, permitindo que a arma seja disparada com segurança dentro de um espaço fechado. Além disso, o posicionamento da contramassa leva em consideração o centro de gravidade da arma para garantir um bom equilíbrio e maior precisão.

## Variantes

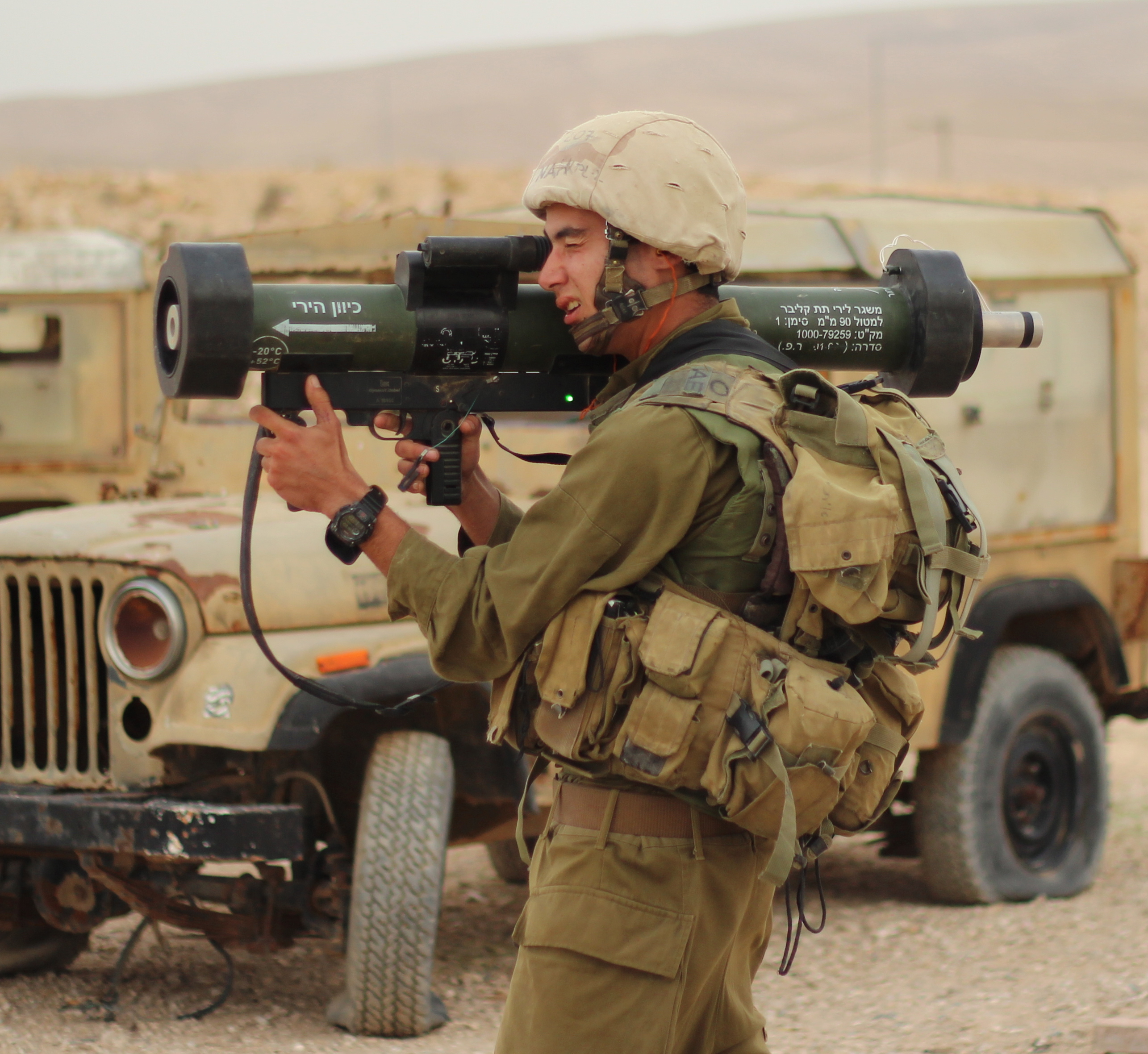
Soldado das Forças de Defesa de Israel com um MATADOR

Variantes da arma HEAT/HESH (HH) original foram desenvolvidas pela Rafael e Dynamit Nobel Defense, projetadas principalmente para uso antiestrutura por soldados que operam em ambientes urbanos densos.

### MATADOR-MP
Arma multifuncional com ogiva eficaz contra uma ampla variedade de alvos terrestres, desde veículos blindados leves até posições fortificadas e muralhas urbanas. Tal como acontece com o MATADOR inicial, isto é conseguido com um fusível de modo duplo, que foi melhorado no MATADOR-MP de modo que agora discrimina automaticamente entre alvos duros e moles, em vez de exigir que o operador faça a seleção manualmente. Um dispositivo de mira dedicado, montado em seu trilho Picatinny, incorpora uma mira reflexiva e um telêmetro a laser para fornecer uma alta probabilidade de acerto.

### MATADOR-WB
Arma especializada para romper paredes, com uma ogiva de anel formado explosivamente (EFR) que abre um buraco do tamanho de um homem, entre 75 cm e 100 cm de diâmetro, em paredes urbanas típicas.

### MATADOR-AS
Arma antiestrutura com uma ogiva tandem avançada que também pode ser configurada entre dois modos. O modo antiposição usa um efeito de explosão aprimorado para derrotar estruturas e fortificações, enquanto o modo penetrante/perfurador derrota veículos blindados leves e cria buracos de rato em paredes urbanas. O MATADOR-AS foi encomendado pelo Exército Britânico e estava programado para entrar em serviço em 2009.

### RGW
RGW 90 é uma designação alemã para o MATADOR, com "RGW" significando "arma de granada sem recuo". O RGW 60 é uma variante menor e dispara uma ogiva de 60 mm, em vez dos habituais 90 mm.

## História de combate
- O MATADOR viu seu primeiro desdobramento de combate em janeiro de 2009, por soldados das Forças de Defesa de Israel durante a Operação Chumbo Fundido na Faixa de Gaza. O MATADOR-AS foi usado para romper paredes em estruturas, permitindo que as tropas das FDI passassem e atacassem os oponentes no interior.[9]
- Em 2022, as forças ucranianas usaram MATADOR fornecidos pela Alemanha contra as forças russas durante a invasão russa da Ucrânia em 2022.[10]
- De acordo com relatos da Ucrânia, o RGW-90 é capaz de penetrar VBTPs e VCIs com blindagem leve, mas não garante derrotar facilmente a blindagem reativa dos tanques. "Neste verão, os soldados da 93ª Brigada dispararam RGW90 na testa de um tanque russo com blindagem reativa. O tanque não foi destruído, mas foi parado e os soldados que estavam em cima do tanque foram picados", afirmaram os militares.[11]
- O MATADOR está sendo amplamente utilizado na guerra Israel-Hamas, com numerosos clipes filmados dele sendo disparado de acordo com sua designação principal israelense, como um meio de romper obstáculos concretos.[12] Durante a ofensiva inicial do Hamas, vários MATADOR foram capturados por militantes em bases israelitas e levados de volta para Gaza.

## Operadores

Mapa com operadores do MATADOR em azul

- Bélgica: Em 2013, fez um pedido de 111 RGW90 AS,[13] 509 em 2016, 390 em 2018, 1.450 entregues em 2020.[14] Em janeiro de 2022, o Ministério da Defesa belga fez um pedido de €19 milhões para vários lotes de RGW90, que deveriam ser entregues antes do final do ano,[15][16] 4.002 foram relatados para serem exportados no final de 2022.[17]
- Croácia: Em 18 de janeiro de 2023, foram divulgados documentos informando que o exército planeja encomendar um número desconhecido de RGW90 no valor de €3 milhões[18]
- Alemanha: O Exército Alemão encomendou 1.000 MATADOR-AS sob o nome RGW90 AS com munição antiestrutura escalável.[19] O Exército Alemão também utiliza a versão LRMP (alcance: 1.200 metros) sob a designação "Wirkmittel 90". No final de 2020, o Exército Alemão encomendou 3.000 cartuchos em diferentes tipos de munição para o Wirkmittel 90.[20] A Alemanha também encomendou 1.087 RGW60 para suas Forças Especiais em 2020 (689 RGW 60 HEAT conhecido como DM 52 e 398 RGW 60 HESH conhecido como DM 62).[21]
- Israel: Forças de Defesa de Israel[22] e unidade nacional de contraterrorismo YAMAM da Polícia de Israel.[23]
- Kosovo: O Ministro da Defesa da Força de Segurança do Kosovo comprou até 1000 RGW 90 no ano de 2023, a entrega está prestes a começar em 2024/25[24]
- México: Variante RGW60, vista pela primeira vez em setembro de 2018, aproximadamente 3.000 unidades.[25]
- Arábia Saudita: Sob o nome RGW90
- Singapura: Substituiu o Armbrust nas Forças Armadas de Singapura.[26] 4.780 entregues em 2020.[14]
- Eslovênia: Força Terrestre Eslovena, designado localmente como RGW 90.[27]
- Suíça :[28] 8.000 entregues em 2018.[29]
- Ucrânia: As Forças Armadas da Ucrânia compraram 5.100 unidades com o primeiro lote de 2.650 unidades recebido em 26 de março de 2022, e 2.450 unidades restantes deveriam ser entregues em lotes menores até o final de maio de 2022 para apoiar sua luta contra a Rússia na invasão russa da Ucrânia.[30] 10.000 RGW 90 foram doados pela Alemanha.[31] Mais de 2.600 Anti-Structure Munitions (ASM), doados pelo Reino Unido desde fevereiro de 2022.[32]
- Reino Unido: O Exército Britânico encomendou a versão Anti-Structures Munition (ASM) do MATADOR da Dynamit Nobel Defense.[33]
- Vietname: Usado pela Infantaria da Marinha do Vietnã.[34]

## Incidentes
Em dezembro de 2022, um deles foi descarregado pelo comandante-geral da polícia polaca, Jaroslaw Szymczyk, no seu escritório na Sede da Polícia Nacional.